# バレーボール (ボール)

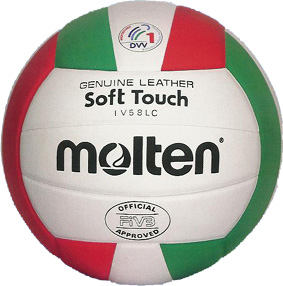
モルテン社製（インドア用18枚パネル）

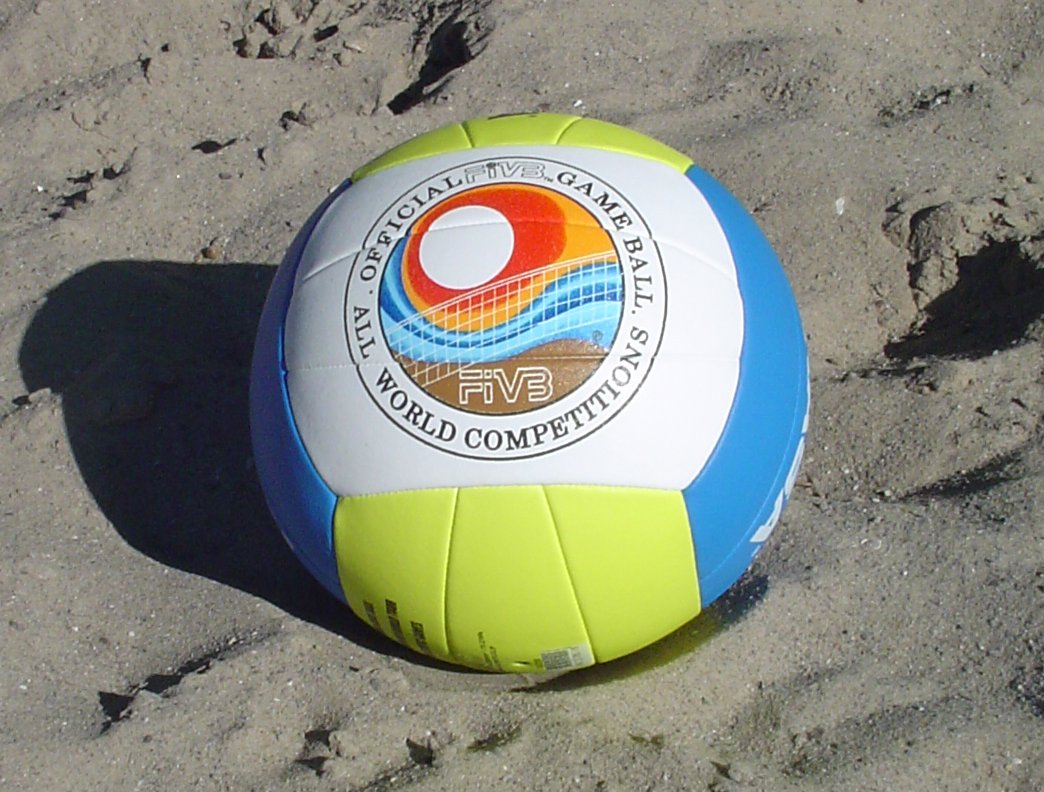
ミカサ社製（ビーチバレーボール用）

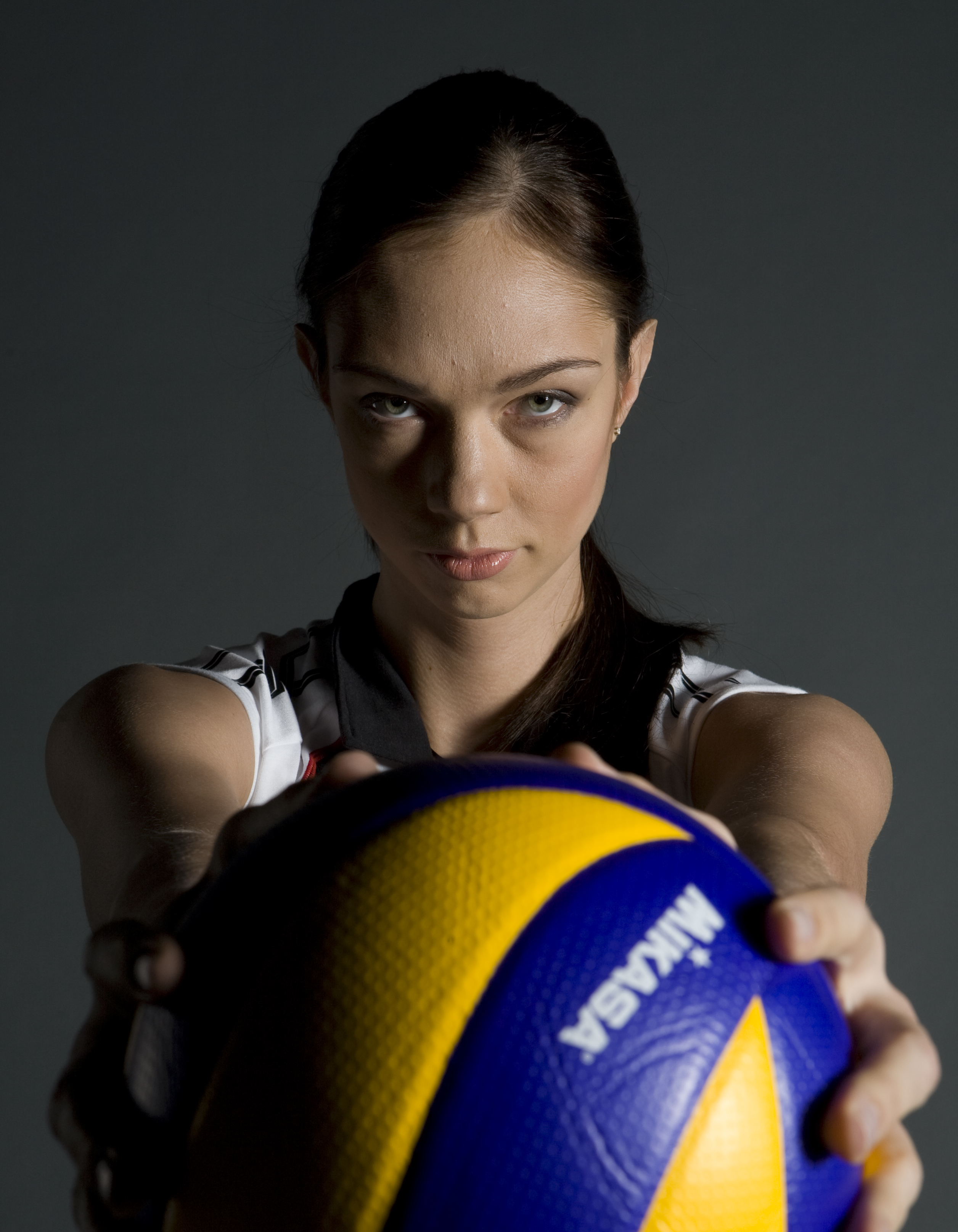
ミカサ社製「MVA200」を手にするガモワ

バレーボール（英: Volleyball）は、バレーボール（インドア）、ビーチバレーボール、亜種競技（en:Volleyball variations）の試合で使用されるボール。

## 歴史

### 発祥
ウィリアム・G・モーガン（バレーボールの考案者）の述懐によると、1895年のルーツは以下のような流れだった。まずバスケットボール の内側のゴム球が用いられたが、軽すぎて球の動きが鈍かった。次にバスケットボールそのものを用いたが、今度は重すぎた。そのため、スポルディング社に発注し、現在用いられているものとほぼ同類のようなバレーボールを作ってもらったという。

### 変遷
外面の素材は当初は天然皮革（牛革）だったが、現在では人工皮革が主流になっている。
1998年には、FIVB（国際バレーボール連盟）が、インドアでも「カラーボール」の使用を解禁（ビーチバレーボールでは既に導入）。
長い間、18枚パネル（3×6面） によって構成されているものが主流だった。

### MVA200
2008年の北京五輪から、FIVB（国際バレーボール連盟）が国際公認球としてミカサ社の新製品「MVA200」（8枚パネルでクラレ社のクラリーノを使用） を採用 し、以後、この球が世界的に主流になりつつある。
曲線部分の多いパーツが、螺旋（渦巻）状に貼り合わされているのが特徴。FIVBから同社に「ラリーが続くボールを作ってほしい」と依頼されたという。
従来のカラーボールとは異なり、白いパーツが一切無いのも画期的だった。
なお、COSCO社（インド）の国内販売商品にも、完全非対称な貼り方の銘柄がある。
変化球
コントロール性を追及した商品 であるが、むしろ従来よりも（無回転サーブなどで）打球の軌道が変化しやすくなったという印象を持つ選手・関係者もいる。
2010年に全日本女子の眞鍋政義監督は、東海大学工学部の研究室に コーチを派遣。MVA200の特徴の研究を依頼した。「秒速10-15ｍ時に最も変化しやすい」「レシーブ側にとっては、青よりも黄色の部分が向かってきた方が、心理的に実際以上の変化を感じる」 などの研究結果が出た。

## 規格
FIVBにおいては、1998年に内気圧の低減（最大値を旧：0.425kgf/cm2から新：0.325kgf/cm2へ）のルール改正が行われた。
インドアにおいては、ユース用は、一般用 より直径が小さい。
ビーチバレーボール用は、インドア一般用より若干大きく、内圧はかなり異なる。
|                 | 周囲 cm (インチ)  | 重量 g (オンス)   | 内圧 kgf/cm² (psi)         |
| FIVBによる規格  | FIVBによる規格    | FIVBによる規格    | FIVBによる規格             |
| --------------- | ----------------- | ----------------- | -------------------------- |
| インドア 一般用 | 65-67 (25.5-26.5) | 260-280 (9.2-9.9) | 0.3-0.325 (4.26-4.61)      |
| ビーチ バレー用 | 66-68 (26-27)     | 260-280 (9.2-9.9) | 0.175-0.225 (171-221 mbar) |
| JVAによる規格   |                   |                   |                            |
| インドア 4号球  | 62-64             | 240-260           |                            |

## 主なメーカー
| - ミカサ - モルテン - ミズノ - タチカラ - イルマ ※過去に生産 - 金陵体育 (JINLING) （link） - COSCO India Ltd., （link） - INDPRO （link） | - ウイルソン - スポルディング - ナイキ - Baden Sports （link） - アディダス - Derbystar （link） - Erima （link） - Rucanor （link） |

## 公式試合球
- ミカサ - FIVB（国際バレーボール連盟） (インドア・ビーチバレーボール)
- モルテン - USAV（USA Volleyball） (インドア)
- ウイルソン - AVP（Association of Volleyball Professionals） (ビーチバレーボール)